# National Spatial Data Infrastructure
La National Spatial Data Infrastructure è l'infrastruttura dei dati spaziali che viene realizzata con strumenti, metodi, infrastrutture, dati da un sistema federato.
Questo sistema raccoglie le SDI (Spatial Data Infrastructure) di livello inferiore ad esempio RSDI (Regional Spatial Data Infrastructure) e LSDI (Local Spatial Data Infrastructure) e le rende fruibili a livello nazionale.
L'infrastruttura di fatto realizza un sistema di scambio informazioni geospaziali che coinvolge il sistema nazionale, regionale, locale. 
L'insieme delle NSDI europee, ad esempio, realizzano a loro volta la ESDI (European Spatial Data Infrastructure) che a sua volta sarà parte della GSDI (Global Spatial Data Infrastructure).
In Europa la Direttiva INSPIRE regolamenta e definisce le modalità di realizzazione delle SDI (Local, Regional, National, European)